# فلويد غوثري
فلويد غوثري (بالإسبانية: Floyd Guthrie)‏ هو لاعب كرة قدم كوستاريكي، ولد في 14 مارس 1966 في ليمون في كوستاريكا. شارك مع منتخب كوستاريكا لكرة القدم. أما مع النوادي، فقد لعب مع نادي فيكتوريا ونادي كوميونيكيشنس.

## وصلات خارجية
- فلويد غوثري على موقع قاعدة بيانات كرة القدم.إي يو (الإنجليزية)
- فلويد غوثري على موقع ناشيونال فوتبول تيمز (الإنجليزية)